# Shaki (Nigeria)
Shaki è una città della Nigeria, situata nello Stato di Oyo.